# Carline Ray
Carline Ray, née le 21 avril 1925 à New York et morte le 18 juillet 2013 dans la même ville, est une chanteuse et musicienne de jazz américaine. Jouant indifféremment du piano, de la guitare ou de la contrebasse, elle fut membre du groupe féminin International Sweethearts of Rhythm.

## Carrière
Née à Manhattan, son père Elisha Ray est un joueur de cor d'harmonie, talentueux mais sans emploi fixe. Elle étudie le piano et la composition musicale à la Juilliard School. Après ses études à Juilliard où elle a connu sa première expérience du jazz et croisé le chemin de la contrebassiste Edna Smith, elle et Edna rejoignent les International Sweethearts of Rhythm en 1946, où elle officie comme chanteuse et guitariste, jusqu'en 1948, date à laquelle la formation est dissoute.
Elle rejoint ensuite Erskine Hawkins And His Orchestra. Puis elle forme un trio avec sa camarade Edna Smith et une autre ex-Sweetheart, Pauline Braddy, ; ensemble, elles se produisent dans divers clubs new-yorkais dont un dirigé par Luis Russell, son futur époux. Elle joue à cette époque divers instruments, on la voit même jouer dans un orchestre latino du pianiste Frank Anderson, et est capable de jouer dans des registres divers, jazz, variétés, ou classique. Elle poursuite ses études de musique et obtient une maîtrise à la Manhattan School of Music en 1956. On la voit aussi chanter pour Patti Page et Bobby Darin, et dans des chœurs dirigés par Leonard Bernstein. Elle enregistre avec Mary Lou Williams, et travaille avec Skitch Henderson, Marian McPartland et Sy Oliver.
In 1997, elle forme le groupe Jazzberry Jam avec la pianiste Bertha Hope (en) et la percussionniste Paula Hampton.
Elle épouse le pianiste et compositeur Luis Russell en 1956. Leur fille Catherine Russell est aussi chanteuse de jazz. Elle meurt en 2013 à Manhattan. La même année est paru son album Vocal Sides, produit par sa fille Catherine.

## Distinctions
- co-récipiendaire du premier International Women In Jazz Lifetime Achievement Award (A Living Legend), 1996[7]
- Kennedy Center’s Mary Lou Williams Women in Jazz Festival Award, 2005[6]
- International Women In Jazz Award, 2008[7]

## Discographie
- Voir (en) « Carline Ray » (fiche artiste), sur Discogs